# Neutorstraße (Mainz)

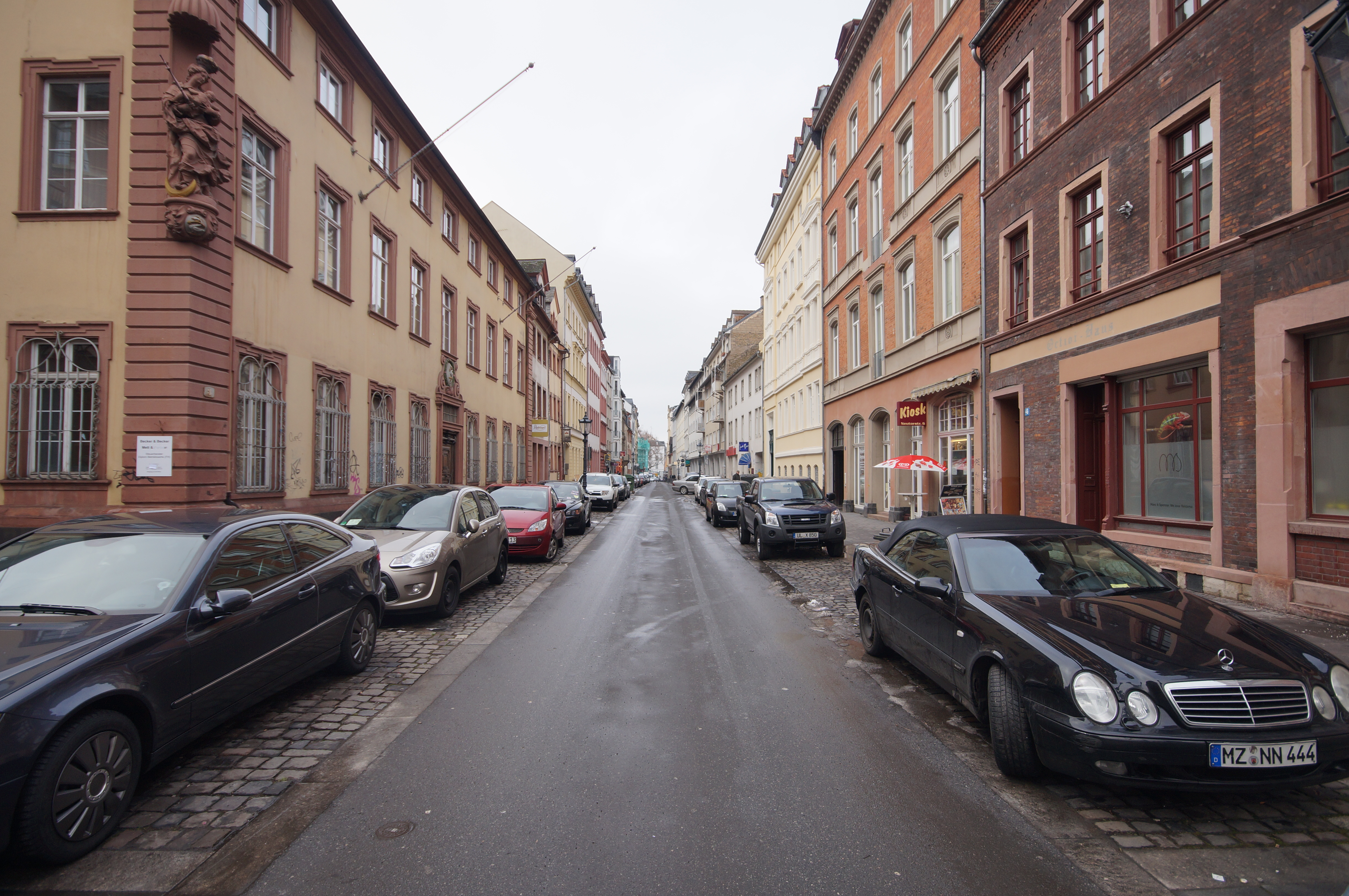
Die Neutorstraße in Mainz-Altstadt

Die Neutorstraße 1908: Links die Neutorkaserne, rechts die „Centrale Lokomotiv-Reparaturwerkstätte“ der Hessischen Ludwigsbahn in der Neutorstraße 2B. Heute ist in diesem Gebäude das Museum für Antike Schifffahrt beheimatet.

Die Neutorstraße ist eine Innerortsstraße in Mainz-Altstadt. Sie wurde erstmals 1323 erwähnt und ist 520 Meter lang. Der Straßenzug gilt heute als Denkmalzone.

## Geschichte
Die Neutorstraße wurde erstmals 1323 als „Hundsgasse“ erwähnt. Das ist darauf zurückzuführen, dass bis zur Errichtung der Bastionen die Straße am Hundsturm endete. Heute befinden sich auf dieser Grenze die Bauwerke Neutorstraße 12 und Neutorstraße 25. Bis 1671 war die Hundsgasse durch eine Bretterwand abgesperrt. So war kein Ausgang aus Mainz über die Gasse möglich. Nachdem der Mainzer Stadtwall und das Neutor fertiggestellt worden waren, konnte die Neutorstraße 1671 bis auf die Kreuzung der Dagobertstraße verlängert werden. Nun war ein Ausgang und Eingang durch die Straße möglich. 1699 wurde das Neutor etwas versetzt. Zur gleichen Zeit begann man mit zahlreichen Umbauarbeiten im Gebiet. In der nächsten Zeit entstanden viele baugleiche Häuser mit Merkmalen aus dem Barock. Die meisten Bauwerke hatten bei der Erbauung drei Fenster. Die ersten Bewohner der modernisierten Neutorstraße waren fast ausschließlich Schiffsleute und Handwerker. Zwischen den heutigen Häusern Neutorstraße 21 und Neutorstraße 27 wurde außerdem auf der südwestlichen Straßenseite eine Sackgasse errichtet. Heute sind von ihr nur noch die unterbrochenen Straßennummern wahrzunehmen.

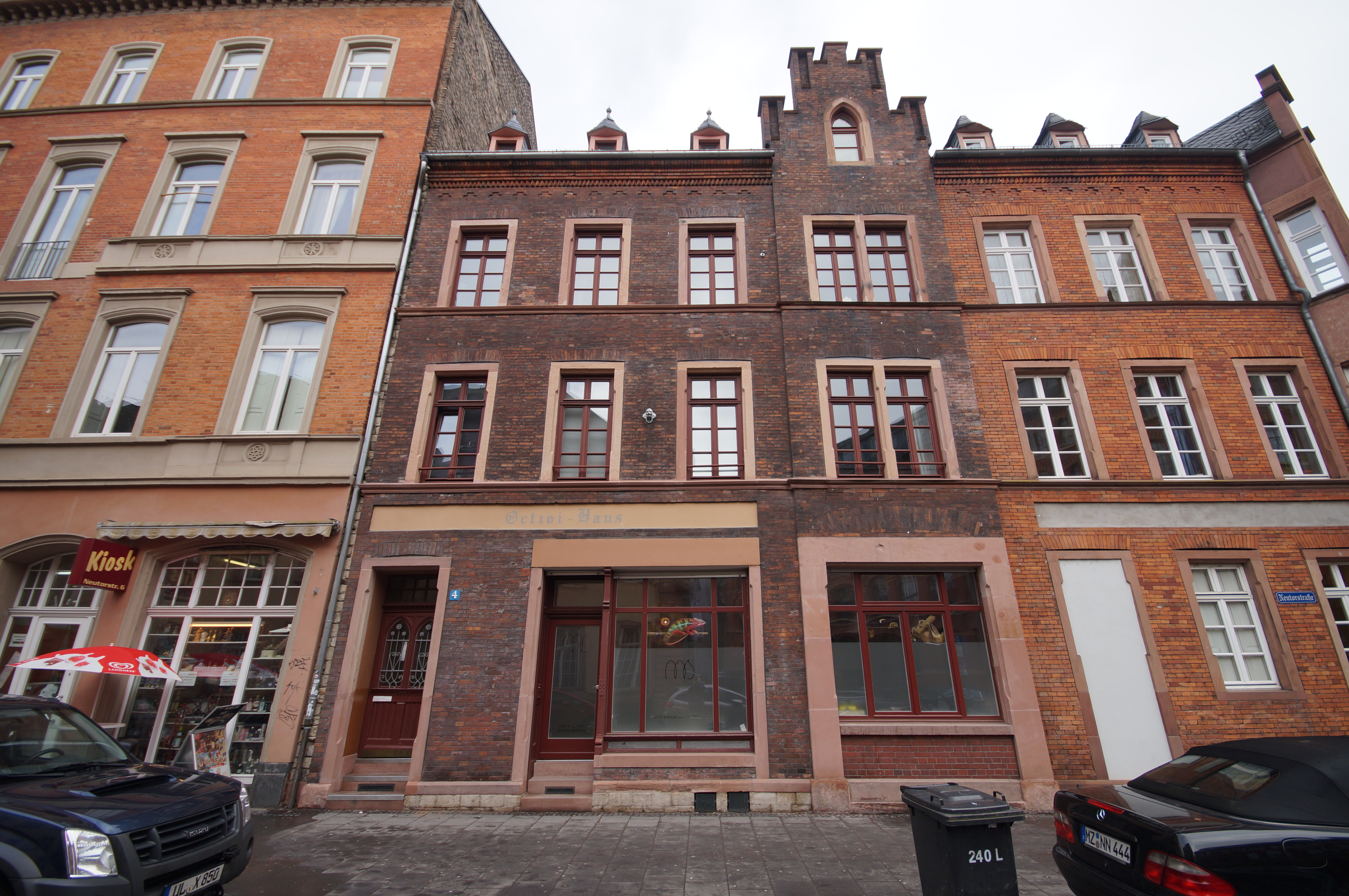
Die Fassade des Gebäudes Neutorstraße 4

Die nordöstliche Straßenseite blieb bis in das 19. Jahrhundert nahezu unbebaut. Der Grund war, dass das Grundstück zum Kapuzinerkloster Mainz gehörte. Nachdem 1806 auf diesem Grundstück das Josephinenhospital durch Eustache de Saint-Far erbaut wurde, wurde die Straße kurze Zeit „Josephinenstraße“ genannt.  Ende des 19. Jahrhunderts wurde das Krankenhaus wieder abgerissen und an seiner Stelle wurden neue Häuser für die Mainzer Bevölkerung gebaut. Die neuen Gebäude waren meist sehr aufwändig und großzügig eingerichtet. Dies stellte einen Kontrast zu den meist recht schmalen Gebäuden aus dem Barock dar. Durch den Neubau dieser Häuser verwandelte sich die Dominanz des Barocks zu einem Zusammenspiel aus vielfältigen Stil- und Kunstrichtungen in diesem Straßenzug. Die zu dieser Zeit entstandene hohe Repräsentativität der Straße wurde mit der im Bauprozess im 19. Jahrhundert gewählten überdurchschnittlichen Straßenbreite verdeutlicht. Zudem gab es in der Neutorstraße die Neutorkaserne und benachbart ab 1926 die Neutorschule.
Die Neutorstraße lag früher in einem Szeneviertel. Heute gibt es nur noch wenige Geschäfte in den Erdgeschossen der Straße.

## Architektur

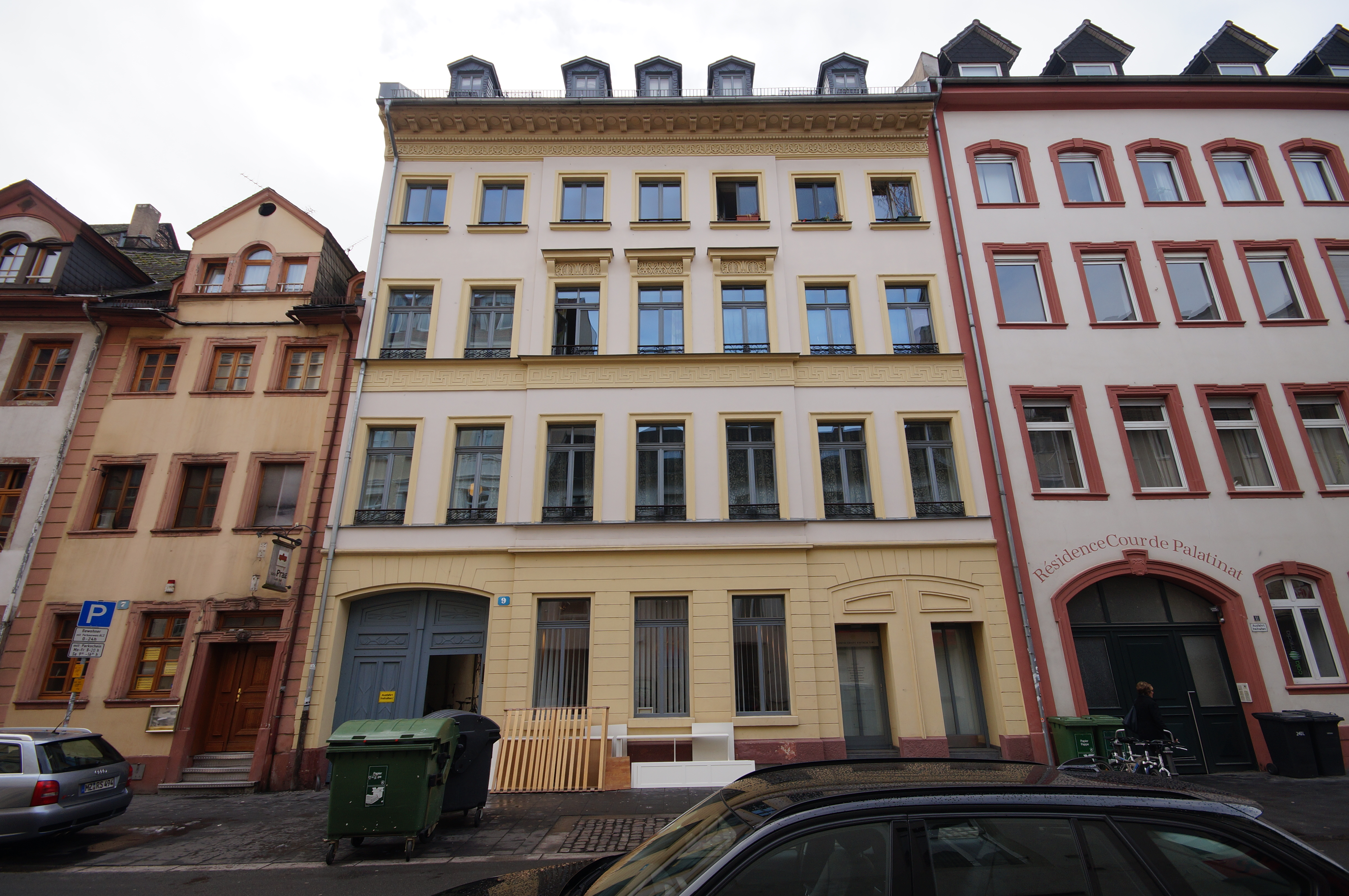
Das Haus Neutorstraße 9

Der architektonisch auffälligste Teil der Neutorstraße befindet sich im Süden und in der Mitte des Straßenzugs. So gelten die Gebäude Neutorstraße 3 bis 7, 9, 11 und 13 sowie die Dagobertstraße 1 bis 7 bezüglich der Gestaltung und Verzierung am herausragendsten. Hier fällt besonders der Wechsel zwischen verschiedenen Baustilen und zwischen unterschiedlich großen Bauwerken auf. Besonders auffällig ist in diesem Zusammenhang das Haus Neutorstraße 3, benannt „Zu den drei Mohren“. Das Gebäude wurde 1710 erbaut und entspricht in seinem Aufbau einem Adelspalais, war jedoch ein bürgerliches Haus. In seiner Umgebung finden sich zudem weitere zahlreiche Bürgerhäuser aus dem 18. Jahrhundert, die eine besondere Massivität aufweisen. Ab 1835 wurden in der Neutorstraße einige Gebäude mit Stilformen aus dem Klassizismus errichtet. Später wurden Häuser mit Bauarten aus der Gründerzeit gebaut. In diesem Zusammenhang ist das Bauwerk Neutorstraße 11 am auffälligsten. Für das Bauwerk wurden drei Wohnungen abgerissen und 1737 auf dem Grundstück der neue Pfälzer Hof erbaut. 1870 wurde das Bauwerk restauriert und saniert. Im Zuge dieser Baumaßnahmen wurde das Gebäude auch umgebaut und ausgebaut.
Weitere architektonisch besonders gestaltete Gebäude befinden sich auf der ab 1860 errichteten östlichen Straßenseite. Sie bildet mit der südlich kreuzenden Dagobertstraße eine bauliche Einheit. Hier war früher das südliche Ende der Mainzer Altstadt. Die Ende des 19. Jahrhunderts erbauten Häuser weisen einen ähnlichen Baustil wie die Gebäude in der Neutorstraße auf. Die Entstehung und der Zustand der Denkmalzone ist ein Beispiel des Wachsens und der Zerstörungen des Mainzer Stadtkerns. Die Neutorstraße wird mit der Mainzer Innenstadt durch die Augustinerstraße verbunden.